# VR-Yhtymä
VR-Yhtymä Oy (Zweeds: VR-Group Abp) (VR-groep) is het nationale spoorwegbedrijf van Finland. VR staat voor Valtion Rautatiet (Fins voor staatsspoorwegen).
De huidige onderneming ontstond in 1995, toen de tot dan toe bestaande staatsonderneming Valtionrautatiet in twee delen werd gesplitst: VR-Yhtymä werd eigenaar van het rollend materieel en Ratahallintokeskus van de infrastructuur (vgl. in Nederland NS Reizigers en Prorail).
De Finse spoorwegen hebben een spoorbreedte van 1524 mm, aangezien Finland ten tijde van het begin van de aanleg van het spoorwegnet een onderdeel was van het Russische keizerrijk.
Finland had in de negentiende eeuw een voornamelijk agrarische economie, wat ertoe leidde dat het pas laat spoorwegen kreeg: de eerste spoorlijn werd op 17 maart 1862 geopend en verbond Helsinki met Hämeenlinna. Een railverbinding met Sint-Petersburg (bij Riihimäki aftakkend van eerstgenoemde lijn) kwam in 1870 tot stand. De uitgestrektheid van het land en het verhoudingsgewijs geringe aandeel van de rail in het totale vervoer komen tot uiting in het grote deel van het traject dat enkelsporig is.
De meeste lange-afstandsverbindingen zijn van en naar Helsinki. Met Sint-Petersburg werd tot de Russische inval in Oekraïne, februari 2022, onder de naam Allegro, een verbinding verzorgd met Pendolino-treinstellen, in samenwerking met de Russische spoorwegen. Helsinki heeft een voorstadsnetwerk, dat eigendom is van een aparte organisatie (Pääkaupunkiseudun lähiliikenne), maar door VR wordt geëxploiteerd.

## Afbeeldingen

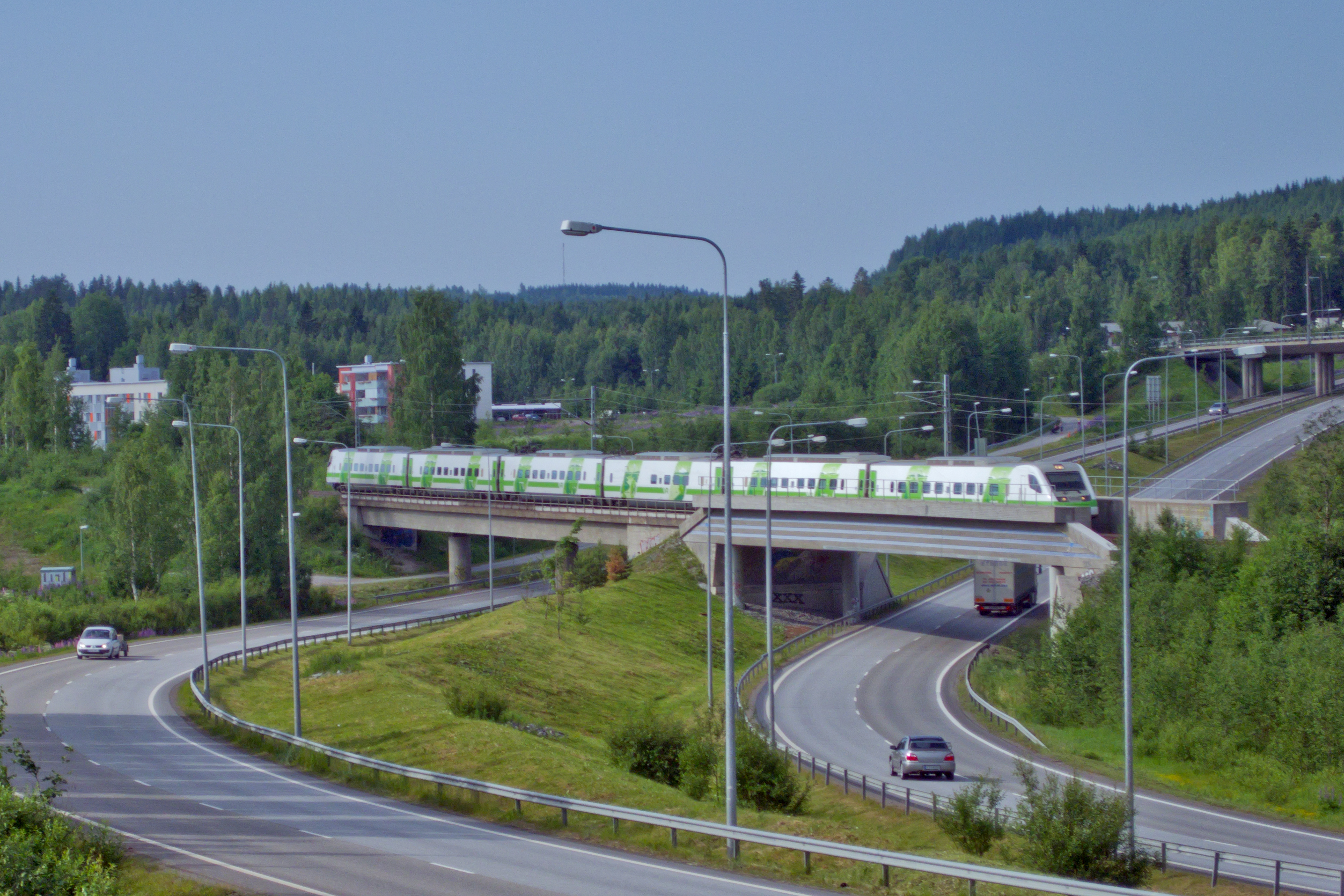
Sm3 Pendolino
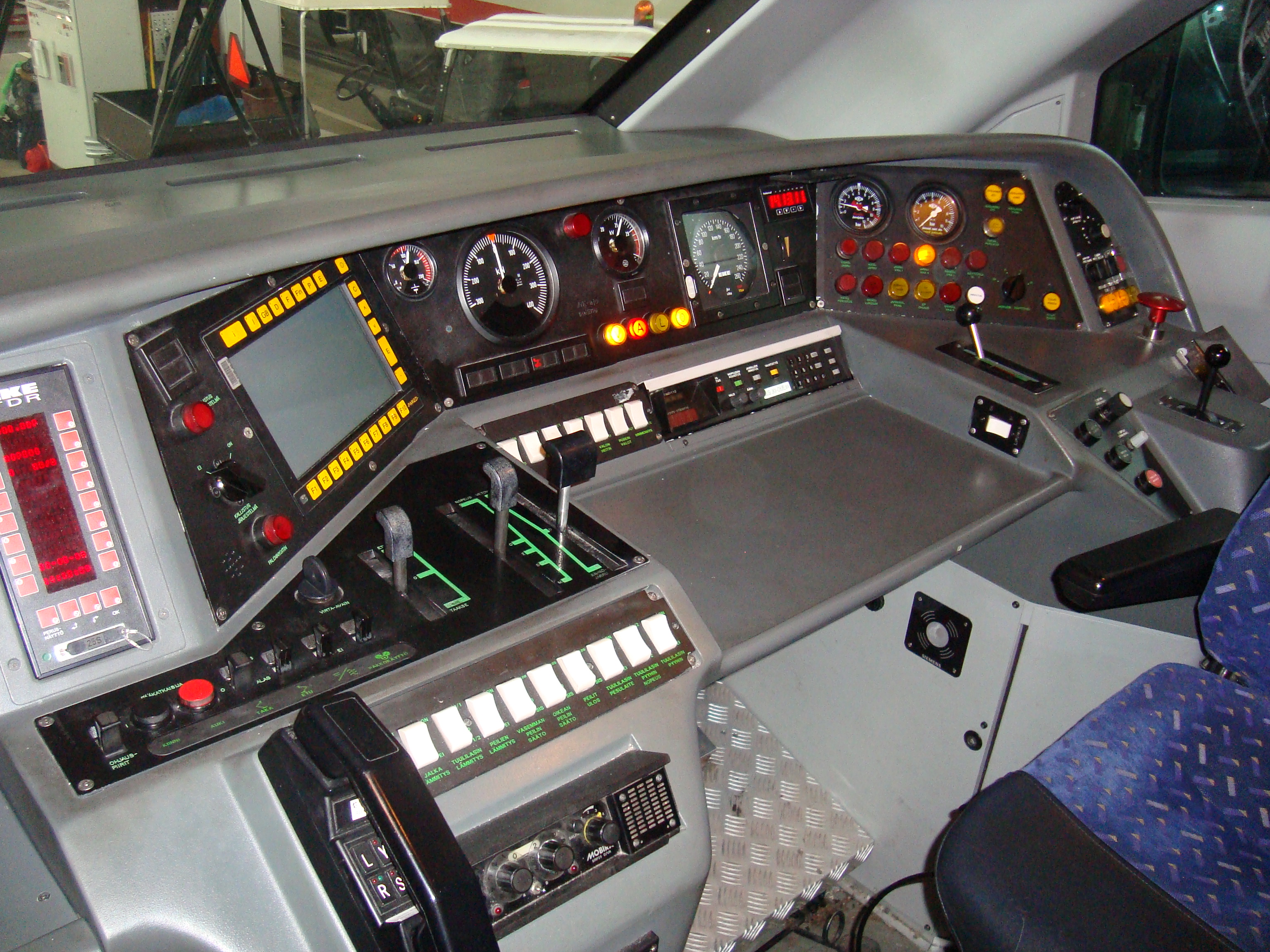
Stuurtafel van een Pendolino
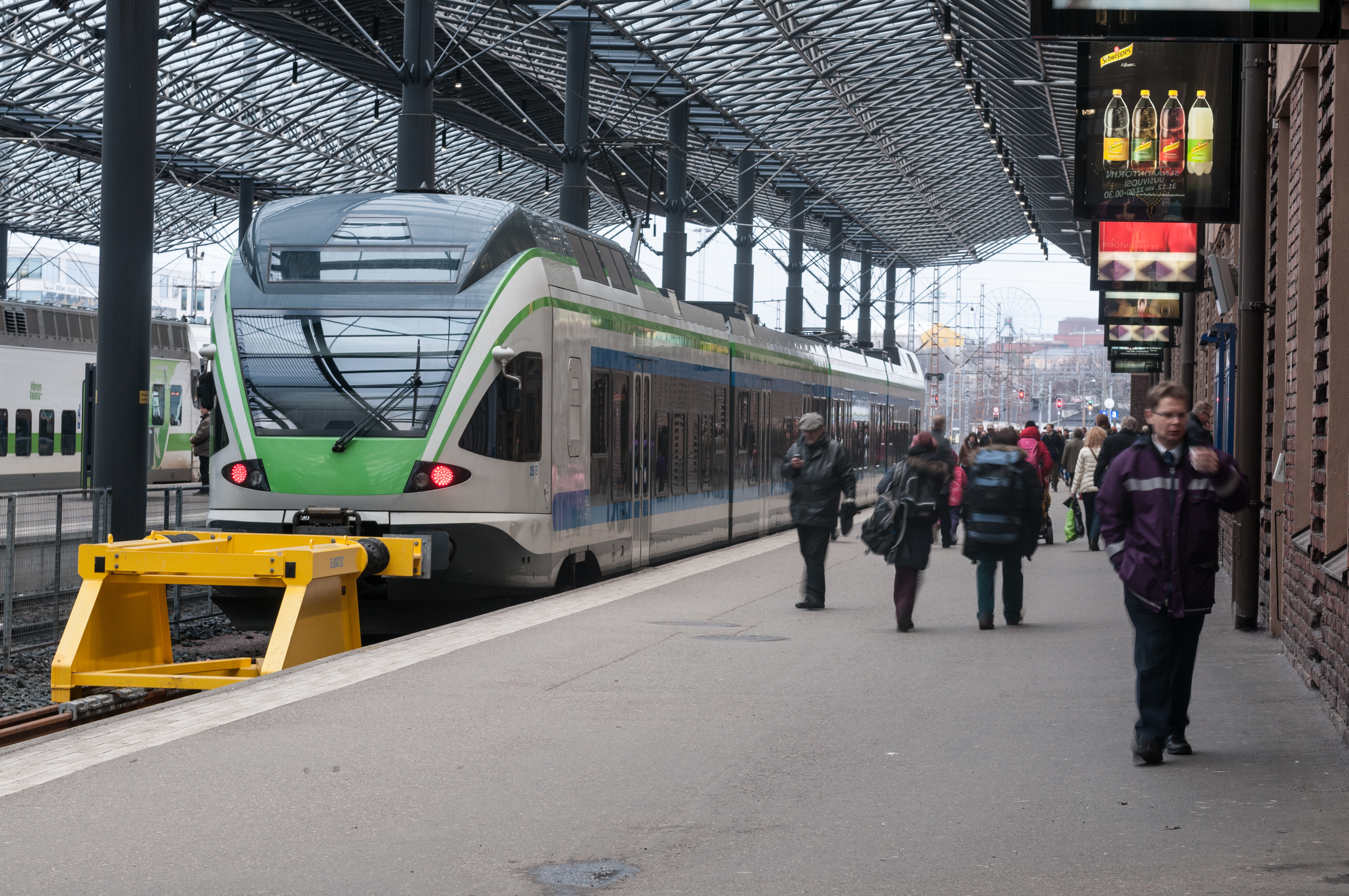
Sm5-treinstel, in gebruik rond Helsinki (Stadler FLIRT)
Voorstadsnetwerk Helsinki
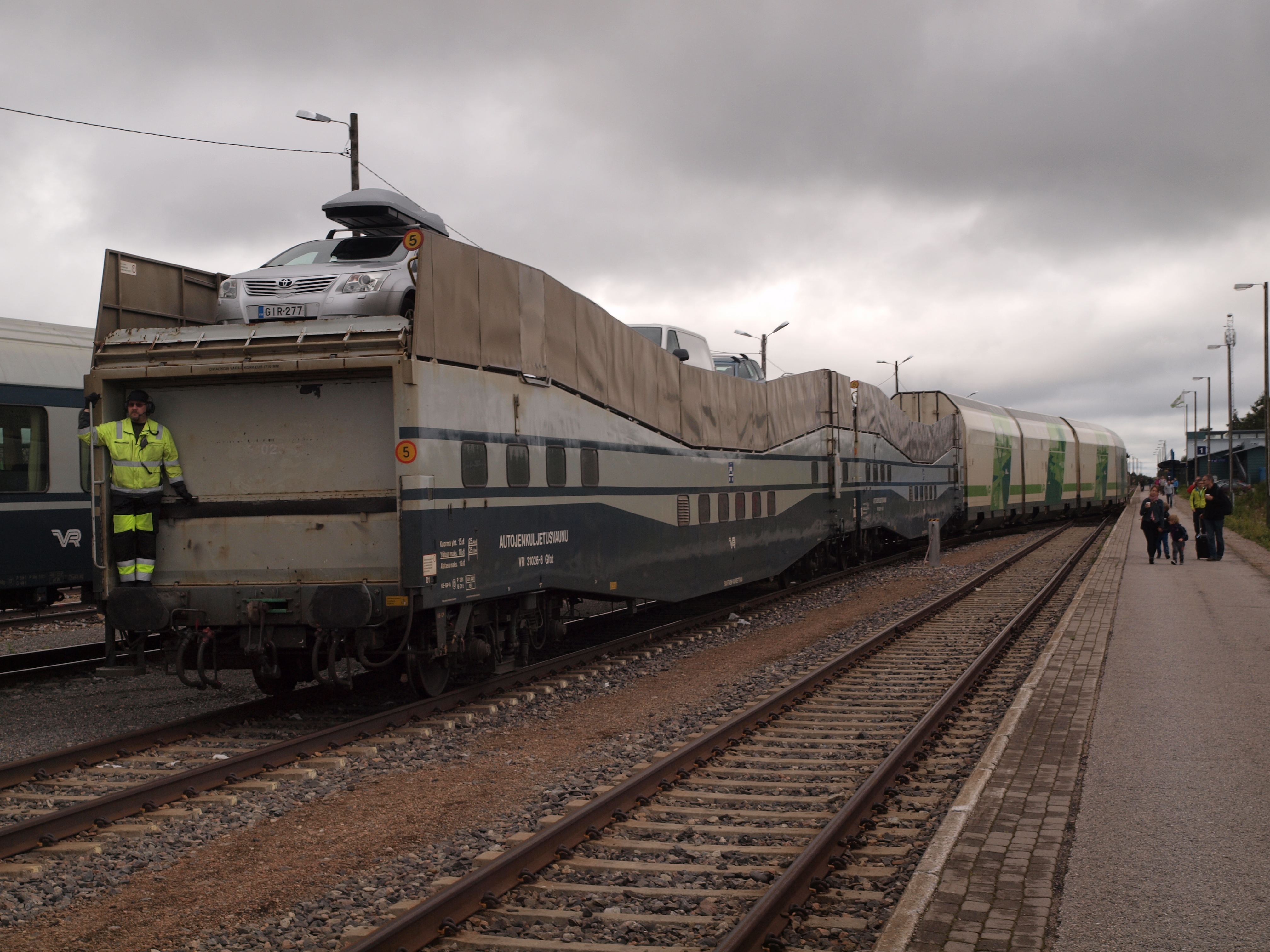
Autotransport